# 日本聖契キリスト教団
日本聖契キリスト教団（にほんせいけいキリストきょうだん）は、プロテスタント福音派の団体。日本福音同盟に加盟している。

## 沿革
- 1885年 アメリカ・カベナント教会誕生。
- 1949年10月 アメリカ・カベナント教会が日本での宣教を開始した。当初は、日本カベナント教会と呼ばれていた。東京、神奈川、群馬、新潟に伝道を開始した。
- 1952年 東京都目黒に聖契神学校が設立された。超教派の神学校として用いられている。
- 1967年 宣教団と1つになり、日本聖契キリスト教団という名称になった。
- 1992年 同じルーツを持つ、日本福音自由教会協議会、日本聖契キリスト教団、日本聖約キリスト教団、日本同盟福音教会の4つの団体が、連絡と協力のために日本自由福音教会連盟を設立した。

## 特色
- 北欧の敬虔主義的な自由教会運動がルーツである。スウェーデンの国教会の堕落に対して起こったリバイバルの中で19世紀末にカベナント教会が結成された。全世界に福音を宣べ伝えよという主の命令に答えて、聖なるカベナント（契約）を結んだところからこの名前がある。

## 教職者
- 伊藤淑美
- 勝本正實
- 大山武俊